# Mahallat Dijaj
Mahallat Dijaj – miejscowość w Egipcie, w muhafazie Kafr asz-Szajch. W 2006 roku liczyła 18 322 mieszkańców.